# آنخل ویدوزو
آنخل ویدوزو (انگلیسی: Ángel Vildozo؛ زادهٔ ۹ دسامبر ۱۹۸۱) بازیکن فوتبال اهل آرژانتین است.